# Wespazjan
Wespazjan, Titus Flavius Vespasianus (ur. 17 listopada 9, zm. 23 czerwca 79) – cesarz rzymski od 1 lipca 69 do swojej śmierci. Początek jego panowania zakończył rok czterech cesarzy.

## Życiorys
Wespazjan urodził się w Falacrinae. Był synem Tytusa Flawiusza Sabinusa (I) i Wespazji Polli oraz młodszym bratem Tytusa Flawiusza Sabinusa (II).
Odznaczył się w okresie podboju Brytanii (lata 40). Gdy w 66 roku n.e. w Judei wybuchło powstanie, został wyznaczony przez Nerona na głównodowodzącego. Powstanie zostało stłumione przez jego syna, Tytusa, który oblegał i zniszczył Jerozolimę. Ani Wespazjan, ani Tytus nie przyjęli tytułu Iudaicus prawdopodobnie dlatego, aby nie drażnić żydowskiej diaspory.

### Jako cesarz
Po wygaśnięciu – wraz ze śmiercią Nerona – dynastii julijsko-klaudyjskiej, nie brał udziału w sporach o sukcesję. Został jednak na początku lipca 69 roku wybrany na cesarza przez swoich legionistów w Aleksandrii oraz uznany przez senat pół roku później. Założyciel dynastii Flawiuszów. Z okazji intronizacji ogłosił – zdaniem Henrichsa – amnestię wobec oskarżonych o „obrazę majestatu”. Mianował Juliusza Agrykolę namiestnikiem Brytanii.
Wespazjan znany był z poczucia humoru, co też często wyrażał w krótkich sentencjach. Do swego syna Domicjana, który pod nieobecność władcy swobodnie reprezentował jego rządy, pisał w liście: Dziękuję ci, synu, że pozwalasz mi rządzić i jeszcze nie pozbawiłeś władzy. Zmarł przed zwycięską kampanią rzymską na Kaledonię. Przeczuwając, że jego koniec jest bliski, oznajmił jak zwykle żartem: Coś mi się zdaje, że staję się bogiem. Gdy już zbliżała się chwila śmierci, kazał się podnieść, mówiąc: Cesarz Rzymian umiera stojąc .
Wyróżnił się jako reformator i reorganizator państwowości rzymskiej, umocnił granice cesarstwa. Nie terroryzował senatorów, a zdaniem Diona, do Senatu miał stosunek „właściwy”. Był więc w oczach starożytnych wzorem dla późniejszego władcy dynastii Sewerów, Septymiusza Sewera. Nakazał usunąć z Rzymu stoików. Pomysłodawca rzymskiego Koloseum. Jego żoną była Domitilla Starsza; mieli trójkę dzieci. Jego następcą był starszy syn Tytus (79-81), później władzę objął drugi jego syn – Domicjan, który został zamordowany 18 września 96. Po śmierci Domicjana nastąpił okres panowania tzw. pięciu dobrych cesarzy.